# Millwall Football Club 2024-2025
Questa voce raccoglie le informazioni riguardanti il Millwall Football Club nelle competizioni ufficiali della stagione 2024-2025.

## Maglie e sponsor
| Casa | Trasferta |

Sponsor ufficiale: MyGuava
Fornitore tecnico: Erreà

## Rosa
| N. |                             | Ruolo | Calciatore         |
| -- | --------------------------- | ----- | ------------------ |
| 1  | Danimarca (bandiera)        | P     | Lukas Jensen       |
| 2  | Irlanda (bandiera)          | D     | Danny McNamara     |
| 3  | Scozia (bandiera)           | D     | Murray Wallace     |
| 4  | Inghilterra (bandiera)      | D     | Shaun Hutchinson   |
| 5  | Inghilterra (bandiera)      | D     | Jake Cooper        |
| 6  | Inghilterra (bandiera)      | D     | Japhet Tanganga    |
| 7  | Scozia (bandiera)           | A     | Kevin Nisbet       |
| 8  | Inghilterra (bandiera)      | C     | Billy Mitchell     |
| 9  | Galles (bandiera)           | A     | Thomas Bradshaw    |
| 9  | Irlanda (bandiera)          | A     | Aaron Connolly     |
| 11 | Inghilterra (bandiera)      | C     | Femi Azeez         |
| 12 | Inghilterra (bandiera)      | C     | Adam Mayor         |
| 13 | Inghilterra (bandiera)      | P     | Liam Roberts       |
| 14 | Scozia (bandiera)           | C     | Ryan Wintle        |
| 15 | Inghilterra (bandiera)      | D     | Joe Bryan          |
| 16 | Scozia (bandiera)           | C     | Daniel Kelly       |
| 17 | Inghilterra (bandiera)      | A     | Macaulay Langstaff |
| 18 | Inghilterra (bandiera)      | C     | Ryan Leonard       |
| 19 | Inghilterra (bandiera)      | C     | Duncan Watmore     |
| 21 | Inghilterra (bandiera)      | A     | Josh Coburn        |
| 22 | Irlanda (bandiera)          | C     | Aidomo Emakhu      |
| 23 | Irlanda del Nord (bandiera) | C     | George Saville     |
| 24 | Belgio (bandiera)           | C     | Casper De Norre    |

| N. |                        | Ruolo | Calciatore              |
| -- | ---------------------- | ----- | ----------------------- |
| 25 | Inghilterra (bandiera) | C     | Romain Esse             |
| 25 | Inghilterra (bandiera) | C     | Luke Cundle             |
| 26 | Serbia (bandiera)      | A     | Mihailo Ivanović        |
| 27 | Inghilterra (bandiera) | P     | Connal Trueman          |
| 29 | Inghilterra (bandiera) | A     | Tom Leahy               |
| 31 | Inghilterra (bandiera) | A     | Ra'ees Bangura-Williams |
| 33 | Inghilterra (bandiera) | D     | Calum Scanlon           |
| 39 | Inghilterra (bandiera) | D     | George Honeyman         |
| 41 | Inghilterra (bandiera) | P     | George Evans            |
| 44 | Inghilterra (bandiera) | C     | Alfie Massey            |
| 45 | Giamaica (bandiera)    | D     | Wes Harding             |
| 51 | Inghilterra (bandiera) | A     | Sheldon Kendall         |
| 52 | Francia (bandiera)     | D     | Tristan Crama           |
| 54 | Inghilterra (bandiera) | A     | Ajay Matthews           |
| 54 | Inghilterra (bandiera) | A     | Benicio Baker-Boaitey   |
| 56 | Algeria (bandiera)     | C     | Camiel Neghli           |
| 57 | Inghilterra (bandiera) | A     | Zak Lovelace            |
| 58 | Inghilterra (bandiera) | D     | Zak Sturge              |